# Peakesia parvipennis
Peakesia parvipennis är en insektsart som beskrevs av Sjöstedt 1921. Peakesia parvipennis ingår i släktet Peakesia och familjen gräshoppor. Inga underarter finns listade i Catalogue of Life.